# Courcelles-lès-Gisors

Courcelles-lès-Gisors este o comună în departamentul Oise, Franța. În 1 ianuarie 2022 avea o populație de 811 de locuitori.